# پارک هیکاریگائوکا
پارک هیکاریگائوکا (به ژاپنی: 光が丘公園 Hikarigaoka koen) یکی از پارک‌های  توکیو پایتخت ژاپن است.  این پارک از نظر بزرگی بعد از پارک کامه‌ایدو-چوئو و پارک کاسائی رینکائی سومین پارک بزرگ توکیو محسوب می‌شود.

## رسیدن به پارک
- متروی توئی، خط اوادو، ایستگاه هیکاریگائوکا .  تا پارک ۵ دقیقه  پیاده راه است.
- متروی توکیو، خط یوراکوچو و خط فوکوتوشین، ایستگاه چیکاتتسوآکاتسوکا .  تا پارک ۱۳ دقیقه  پیاده راه است.
- متروی توکیو، خط یوراکوچو و خط فوکوتوشین، ایستگاه چیکاتتسوتاریمائه .  تا پارک ۱۵ دقیقه  پیاده راه است.